# Das Leben beginnt

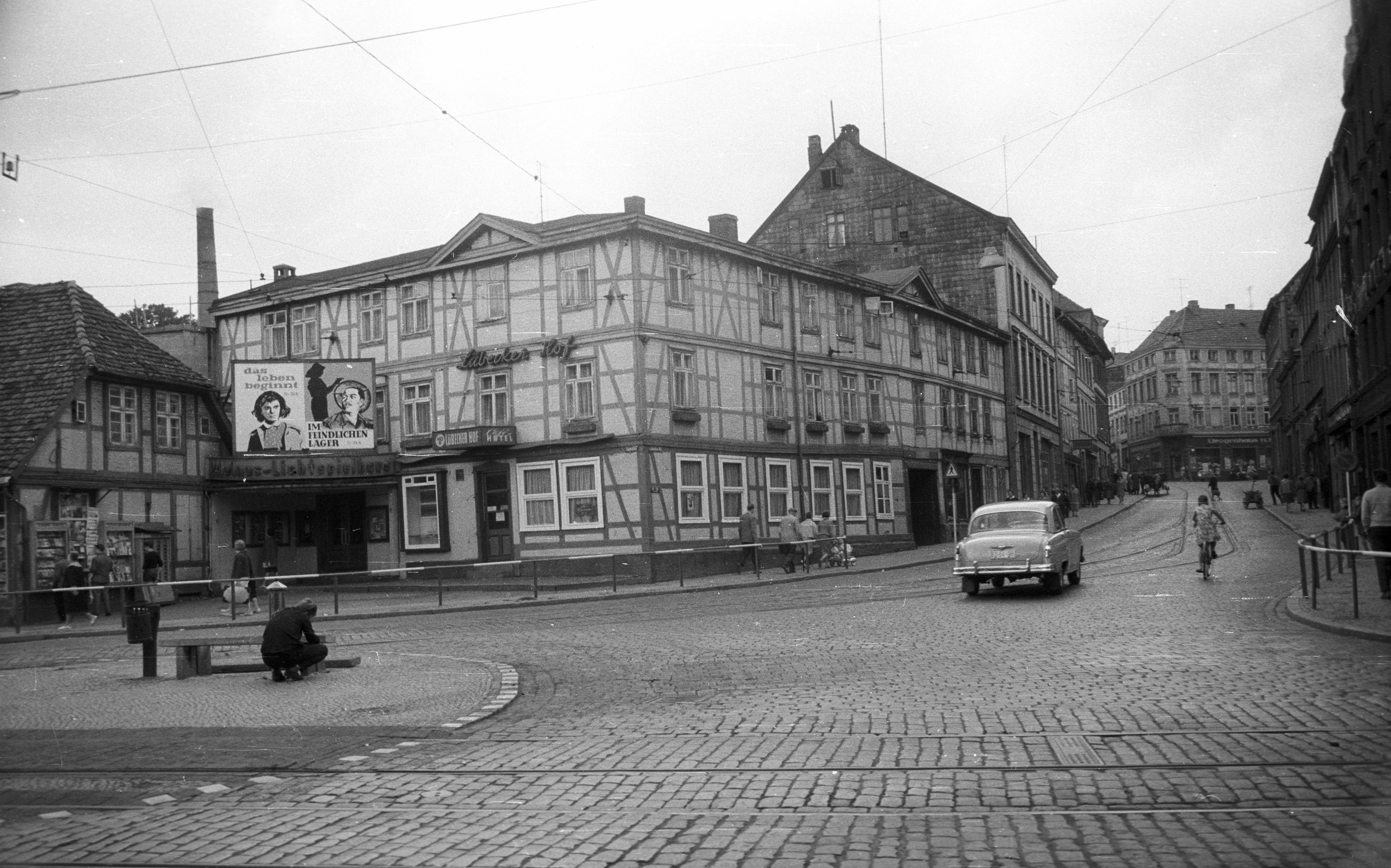
Plakat für den Film am Schweriner Lichtspielhaus (1962)

Das Leben beginnt ist ein deutscher Spielfilm der DEFA von Heiner Carow aus dem Jahr 1960 nach einer Filmerzählung von Kurt und Jeanne Stern aus dem Jahr 1959.

## Handlung
Erika Schenk und Rolf Gruber sind Oberschüler einer Abiturklasse in einer Stadt, die etwa zwei Stunden Bahnfahrt von Berlin entfernt liegt. Beide fühlen sich zusammengehörig und sind das erste richtige Liebespaar der Klasse. Dafür spüren sie natürlich auch den Spott der Mitschüler. Nach Unterrichtsschluss gehen beide noch auf den Wiesen am Rande der Stadt spazieren, um danach noch ihren weiteren Interessen nachzukommen. Erika leitet eine Gruppe Junger Pioniere, mit denen sie den Rest des Nachmittags verbringt. Die Arbeit mit Kindern will sie später auch zu ihrem Beruf machen. Rolf ist mehr an der Medizin interessiert und deshalb mit Erikas Vater, der als Arzt in einem Krankenhaus beschäftigt ist, verabredet, um sich von ihm verschiedene Sachen der Labormedizin erklären zu lassen.
Dr. Schenk besaß als Chirurg eine Privatklinik in Tilsit, die er zum Ende des Zweiten Weltkriegs verlassen musste und ist deshalb mit seiner jetzigen Stellung als Oberarzt in einem Krankenhaus nicht zufrieden. Ihm widerstrebt der sozialistische Massenbetrieb im Gesundheitswesen und er träumt immer noch den Traum vom selbstständigen Arzt mit Privatpatienten. Deshalb hat er schon längere Zeit den Gedanken, die DDR zu verlassen. Da er mit Erika immer offen über alles spricht und sie auch alle Entscheidungen selbst treffen kann, erzählt er ihr davon. Aus Rücksicht auf ihren Vater erklärt sie sich bereit mitzugehen, erzählt aber Rolf davon. Dieser gibt ihr das Versprechen, keinem weiter etwas davon zu erzählen, was er auch hält. Nur Dr. Schenk wird jetzt unruhig und beschleunigt seine Flucht zu seiner Schwester nach West-Berlin. Dort angekommen schreibt Erika einen Brief an Rolf, da sie keine Zeit mehr hatte, um sich von ihm zu verabschieden und bittet um seinen Besuch.
Rolf besucht sie in Westberlin, kann sie aber nicht zu einer Rückkehr überreden. Als sein Vater, ein gelernter Maurer,  der von den Nationalsozialisten in ein Konzentrationslager geworfen wurde und der jetzt Direktor der Oberschule ist, in der Rolf Schüler ist, von dem Besuch erfährt, verlangt er von diesem, dass er sich für dieses Verhalten vor der versammelten Schülerschaft entschuldigt. Obwohl Rolf erst zustimmt, entscheidet er sich dann doch dafür, die Schule zu verlassen und in einem Baubetrieb als Hilfsarbeiter anzufangen.
Erika findet langsam Gefallen an der schönen bunten Welt im Westen. Nur ihr Vater findet keine Anstellung als Arzt. Um überhaupt etwas Geld zu verdienen, arbeitet er als Pharmazievertreter und klappert Apotheken ab, was ihn sehr bedrückt. Er findet dann doch noch eine Anstellung bei der Bundeswehr als Arzt, eine Arbeit, die ihm überhaupt nicht vorschwebte. Als Erikas Cousin Benno Brenner, ein Journalist, von einer längeren Reise zurückkehrt, verliebt sie sich in ihn und vergisst an Rolf zu denken. Erst als sie von Benno schwanger wird und er von ihr verlangt, dass sie das Kind abtreibt, erkennt sie seinen wahren Charakter. Obwohl sich herausstellte, dass sie nicht schwanger ist, trennt sie sich von ihm. Als sie dann ohne ihren Vater in einem möblierten Zimmer wohnt und ihre Arbeit als Kindergärtnerin verliert, ist sie sehr unglücklich und schreibt einen Brief an Rolf. Dieser gibt ihn seinem Vater zum Lesen und fährt anschließend mit dessen Erlaubnis zu Erika nach Westberlin. Diese kann er nur noch im Krankenhaus finden, wo sie gerade von einem Selbstmordversuch gerettet wurde. Das gemeinsame Leben von Erika und Rolf in der DDR scheint wieder gesichert zu sein.

## Produktion
Das Leben beginnt wurde in Schwarzweiß gedreht und hatte seine Uraufführung am 8. April 1960 im Berliner Kino Babylon. Die Erstausstrahlung im Fernsehen erfolgte am 28. Oktober 1960 im DFF.  Die Außenaufnahmen entstanden in Berlin u. a. im Ostbahnhof, am Potsdamer Platz, Brandenburger Tor und am Marx-Engels-Platz mit Schwenk auf den Berliner Dom, den Marstall und das Rote Rathaus. 
Der Film wurde unter dem Arbeitstitel Probleme der Jugend gedreht und die Dramaturgie lag in den Händen von Konrad Schwalbe. 

## Kritik
Horst Knietzsch begann seine Rezension im Neuen Deutschland mit der Bemerkung, dass alle DDR-Bürger auf diesen Film schon lange gewartet haben, weil die hier gezeigten Konflikte in ihrem Leben eine große Rolle spielen. In diesem Meisterwerk der DEFA wird weder geredet noch doziert, er ist ein kraftvolles Bekenntnis zum sozialistischen Leben und bestärkt die Bürger der DDR, in einem Land mit Zukunft zu leben.
Günter Sobe stellte in der Berliner Zeitung fest, dass Heiner Carow die Rollen typisch besetzt und die Schauspieler zu außergewöhnlich eindringlichen Spiel angeleitet hat. Er kann filmisch arbeiten und weiß die Mittel des Films wirksam zu nutzen. Besonders liegt ihm das Einbinden von wichtigen Nebensächlichkeiten.
Das Lexikon des internationalen Films findet den Film stellenweise plakativ. Es gelingt ihm aber, kritisch sowohl über die Gefühlskälte in der westdeutschen Gesellschaft als auch über Zwänge und Engstirnigkeiten in der DDR zu reflektieren. Deshalb ist er innerhalb von mehreren DEFA-Produktionen zu Ost-West-Konflikten ein künstlerisch ambitionierter und überdurchschnittlicher Versuch.